# Tabu Recordings
A Tabu Recordings a norvég Tuba Records 2003-ban alapított alkiadója volt, és főként norvég metálzenekarok lemezeit jelentette meg. Néhány dolgozója alapította később a hasonló stílusban utazó Indie Recordingsot. A Tuba Records, alkiadóival együtt 2013-ban megszűnt.

## Zenekarok
- Einherjer
- Enslaved
- Goat The Head
- Keep of Kalessin
- Lumsk
- Vreid
- Windir